# فهرست سیاه
فهرست سیاه اصطلاحی است که برای توصیف فهرستی از افراد یا چیزها به کار می‌رود که به دلایلی از استفاده از برخی اختیارات، خدمات، دسترسی‌ها یا اعتبارات محروم هستند.

## تاریخچه
پیشینهٔ واژهٔ فهرست سیاه در دانشنامهٔ هنری هولت برای ریشهٔ واژگان و عبارات چنین آمده که چارلز دوم پادشاه انگلستان، در قرن هفدهم فهرستی از ۵۸ قاضی که در سال ۱۶۴۹ پدرش چارلز اول را به اعدام محکوم کردند تهیه کرد که به فهرست سیاه معروف شد.

## کاربرد در حوزه‌ها مختلف

### حقوق
در حقوق قضایی، از فهرست سیاه برای فهرست کردن شرکت‌ها و افرادی که سوابق بد اعتباری دارند استفاده می‌شود.

### پزشکی
گروهی از پزشکان ممکن است که یک یا چند بیمار را در فهرستی سیاه قرار بدهند و از ارائه خدمات به ایشان خودداری کنند. به عنوان مثال، در سال ۱۹۰۷ در آفریقای جنوبی گروهی از پزشکان آن دسته از بیماران را که نمی‌توانستند هزینهٔ درمان را جلوتر به صورت نقدی بپردازند، در فهرست سیاه خود قرار داده بودند.

### رایانش

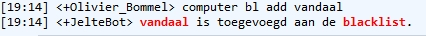
فهرست سیاه در گفتگوی اینترنتی (آی‌آرسی)

در علوم رایانه، فهرستی سیاه یک روش برای کنترل دسترسی کاربران است.